# レシップ
レシップ株式会社（英: Lecip Corporation）は、日本の産業向け電装品製造会社。レシップホールディングス株式会社の完全子会社。本社は岐阜県本巣市。主にバス・鉄道車両・自動車用電装機器の製造および販売や、サイン・ディスプレイ関連機器の製造および販売などをしている。
2002年に社名変更、ブランド名も「S-Light（エスライト）」から新しく「LECIP」とした。

## 沿革
- 1948年1月23日 - 三陽電機製作所として創業。
- 1953年3月 - 三陽電機製作所株式会社として設立。
- 1974年 - 湊製作所と資本提携。
- 2002年1月 - レシップ株式会社へ商号変更。
- 2005年12月14日 - ジャスダック上場。（2008年2月26日上場廃止）
- 2007年12月27日 - 東京証券取引所、名古屋証券取引所各2部上場。
- 2010年10月1日 - 持株会社化移行により、レシップホールディングス株式会社へ商号変更。事業会社として新規にレシップ株式会社およびレシップインターナショナル株式会社を設立。
- 2010年10月28日 - 岐阜新聞社との共同出資でデジタルサイネージの運営管理等を手がける岐阜DS管理株式会社を設立[4]。
- 2011年4月1日 - レシップ株式会社より、サイン&ディスプレイ事業・産業機器事業・自動車部品事業をレシップエスエルピー株式会社へ、修理・サービス事業をレシップエンジニアリング株式会社へ分社、ともにレシップホールディングス株式会社の完全子会社とする[5]。
- 2014年2月12日 - 東京証券取引所、名古屋証券取引所各1部に指定替え。
- 2020年4月1日 - レシップ株式会社がレシップエスエルピー株式会社を吸収合併[6]。
- 2023年10月20日 - 東京証券取引所スタンダード市場へ移行[7]。

## 製品
1951年（昭和26年）にバス用機器製造に参入した当時、最初の製品はバス用蛍光灯であった。路線バスのワンマン化が日本各地で進められていた1970年（昭和45年）に運賃箱製造を開始した。
1982年（昭和57年）よりシンガポールのバス事業者であるSBSに車内用券売機を導入した際にバスカードシステムについても技術研究を開始し、1988年（昭和63年）に神奈川中央交通向けに運賃箱一体型のバスカードリーダーをはじめとしたバスカードシステムを初めて納入した。その後、既存の運賃箱に追設可能なカードリーダーなどを製品化しているが、これは他社製の運賃箱にも装着可能となっている。
ICカードシステムが本格的に普及し始めた2000年代に入ると、EG1CARD（後のナイスパス）を導入する遠州鉄道と共同でNF-3型運賃箱を開発。これは日本初の液晶画面付運賃箱である。
ICカード導入を機に小田原機器製の運賃箱からレシップ製の運賃箱へ乗り換える事業者も多く、EG1CARD（後のナイスパス）を導入した遠州鉄道、nimocaを導入した西鉄バスを始め、PASMOやmanacaを導入した多くの事業者もそうである。またかつて西鉄バスでは小田原機器製の運賃箱にレシップ製のカードリーダーを装着していた営業所があった（柏原営業所・香椎浜営業所）。
2007年（平成19年）、SuicaとPASMOのIC乗車券相互利用サービス開始に際して、関東ICバス共通化ユニットをJR東日本メカトロニクス（JREM）と共同開発 した。
この他、 照明の分野では冷陰極管の原理を応用したCCL（コールド・カソード・ランプ）を開発している。
2014年（平成26年）、日本国内で初めてバス用のフルカラーLED式行先表示器を開発。以降、既存のアンバー色LED式行先表示器と併売されてきたが、アンバー色の生産は2022年（令和4年）3月末をもって終了した。なお、フルカラー以外では白色LED単色の表示器も存在する。

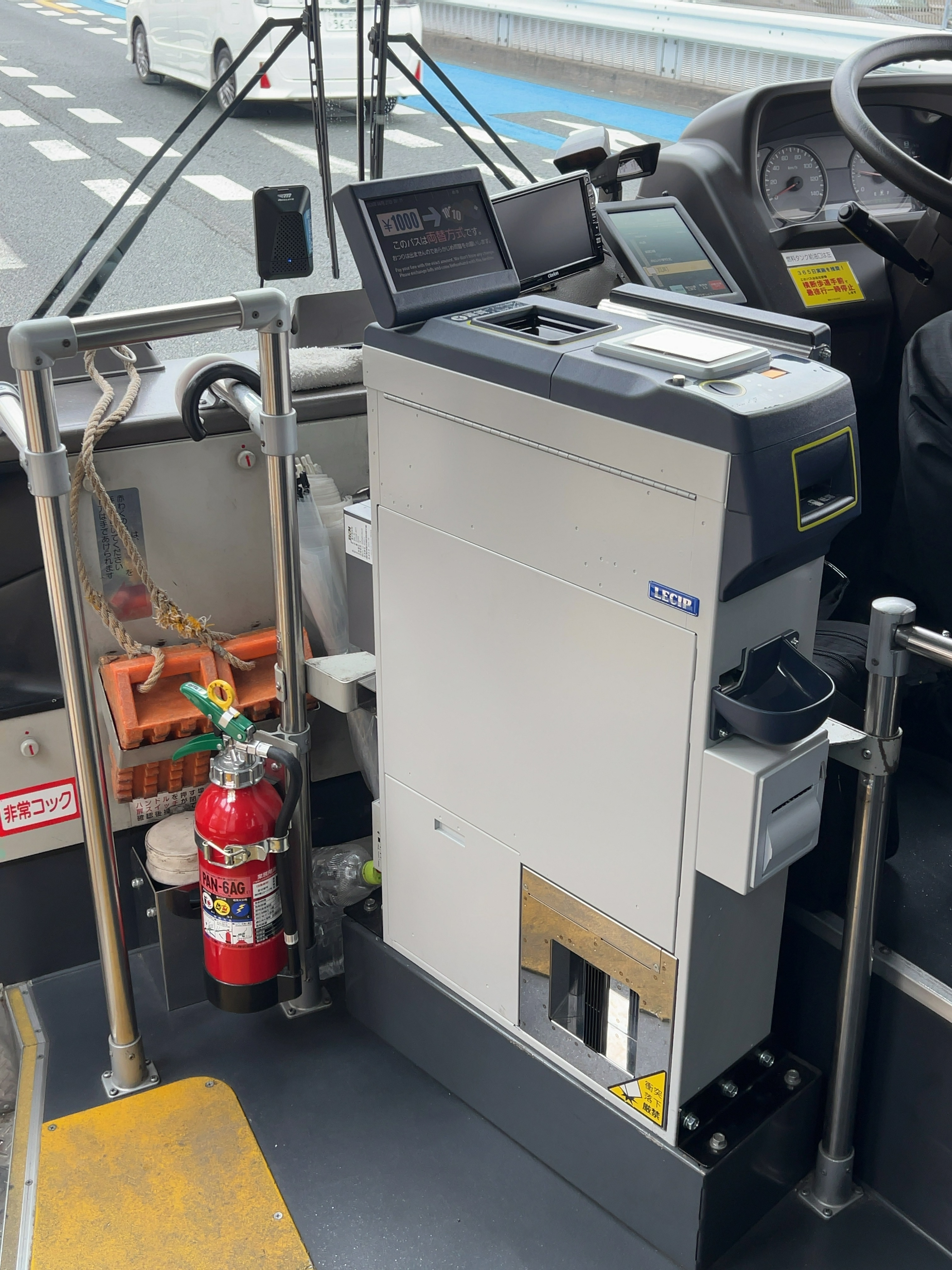
LFZ-C型運賃箱（豊鉄バス）
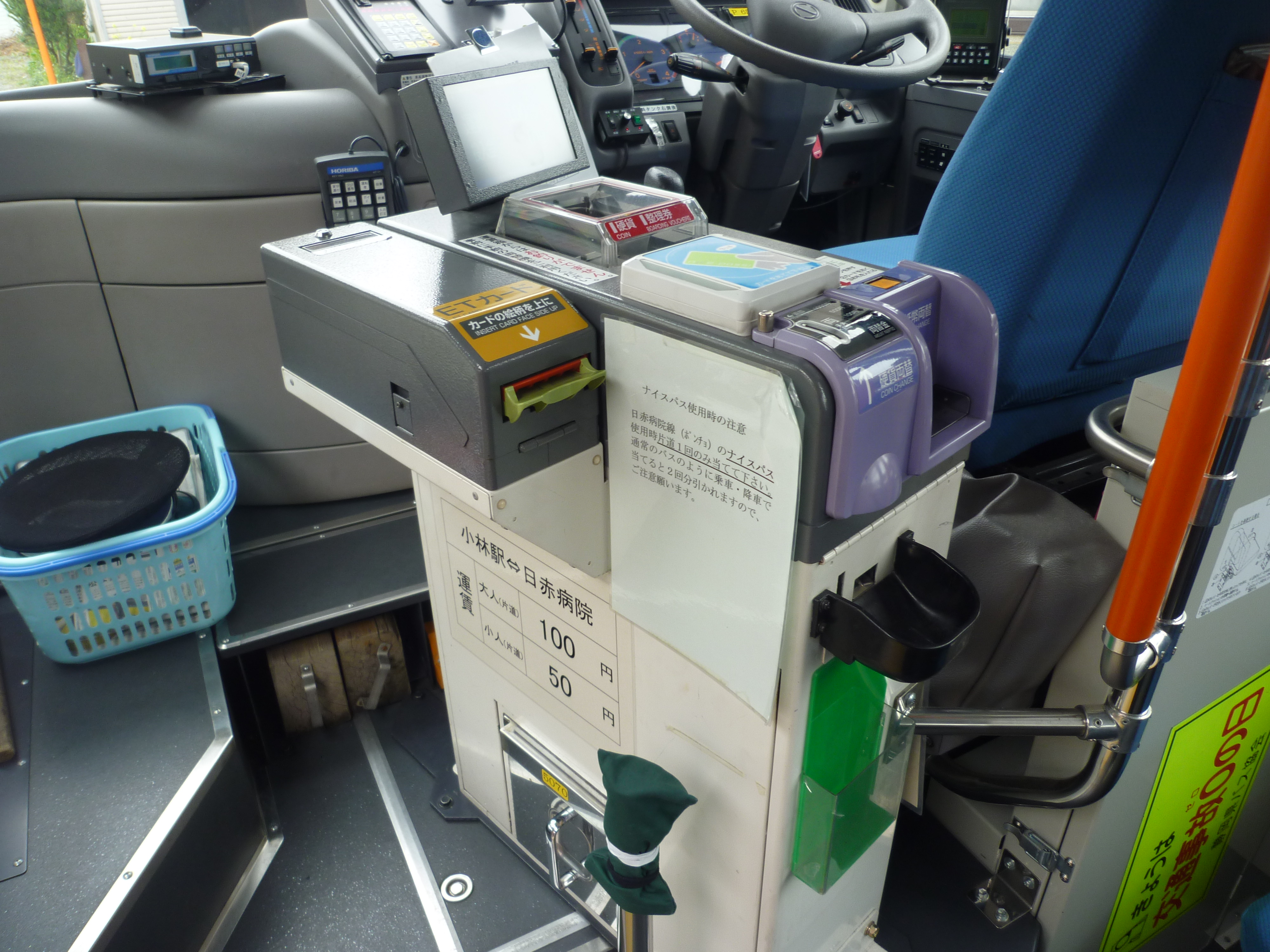
NF-3型運賃箱[E型]（遠州鉄道） [カタログ仕様と同一]
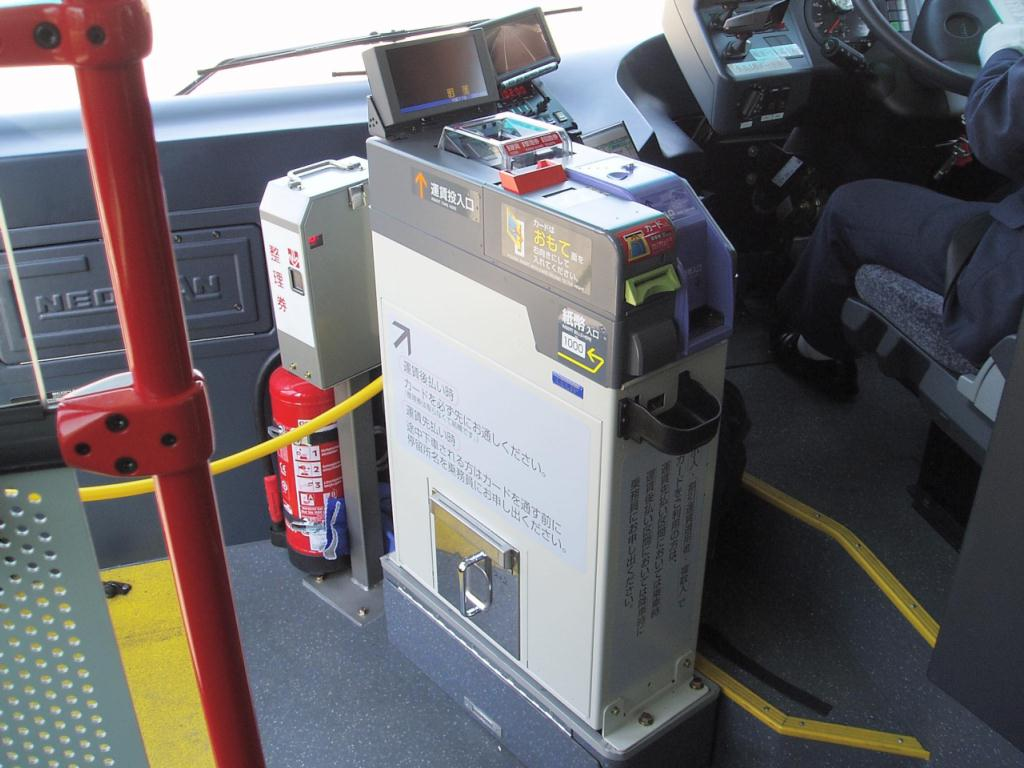
NF-3型運賃箱[?型]（神奈川中央交通）
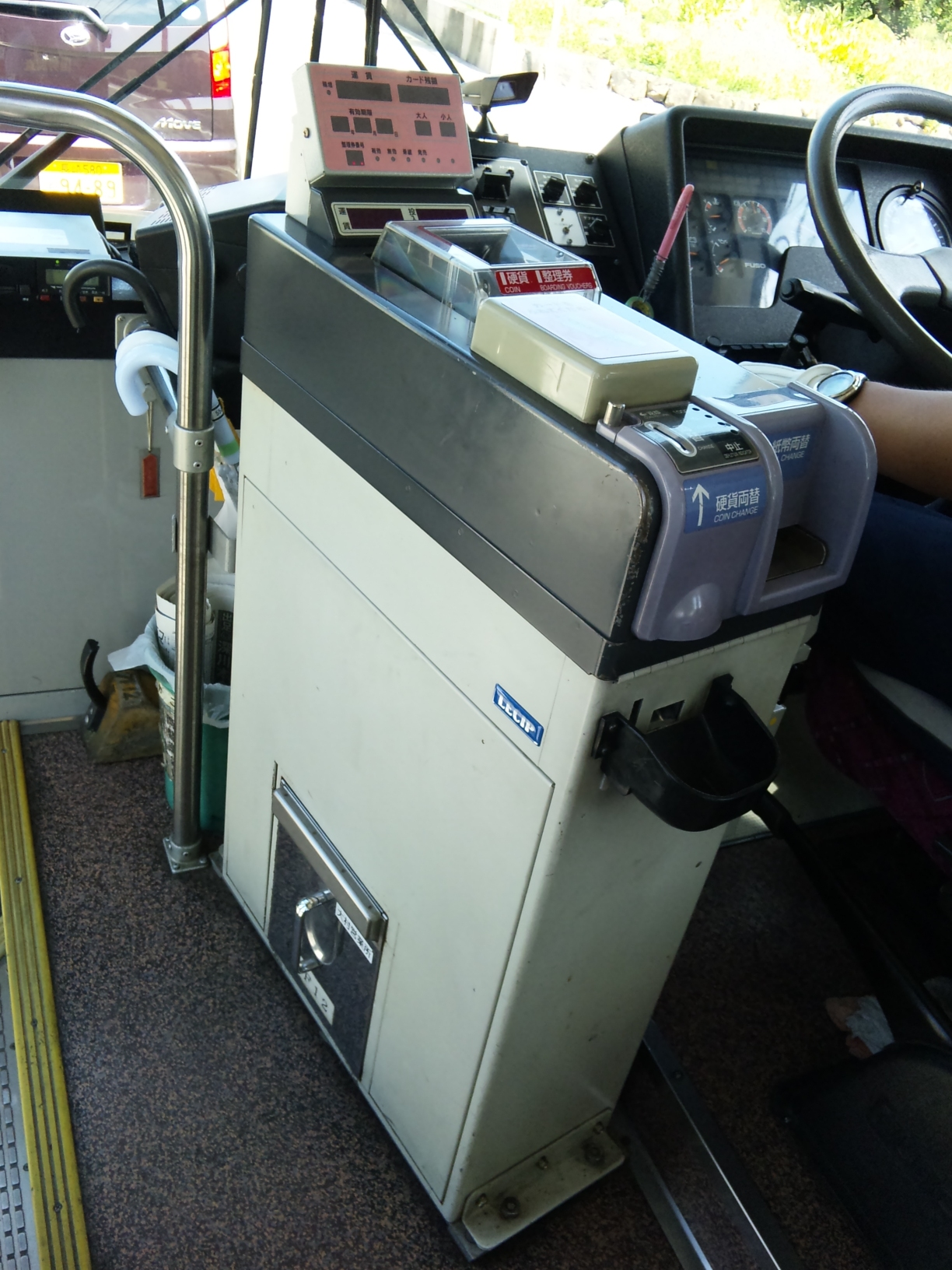
NF-3型運賃箱[?型]（長崎県交通局） （ICカード関連の機器は小田原機器製）
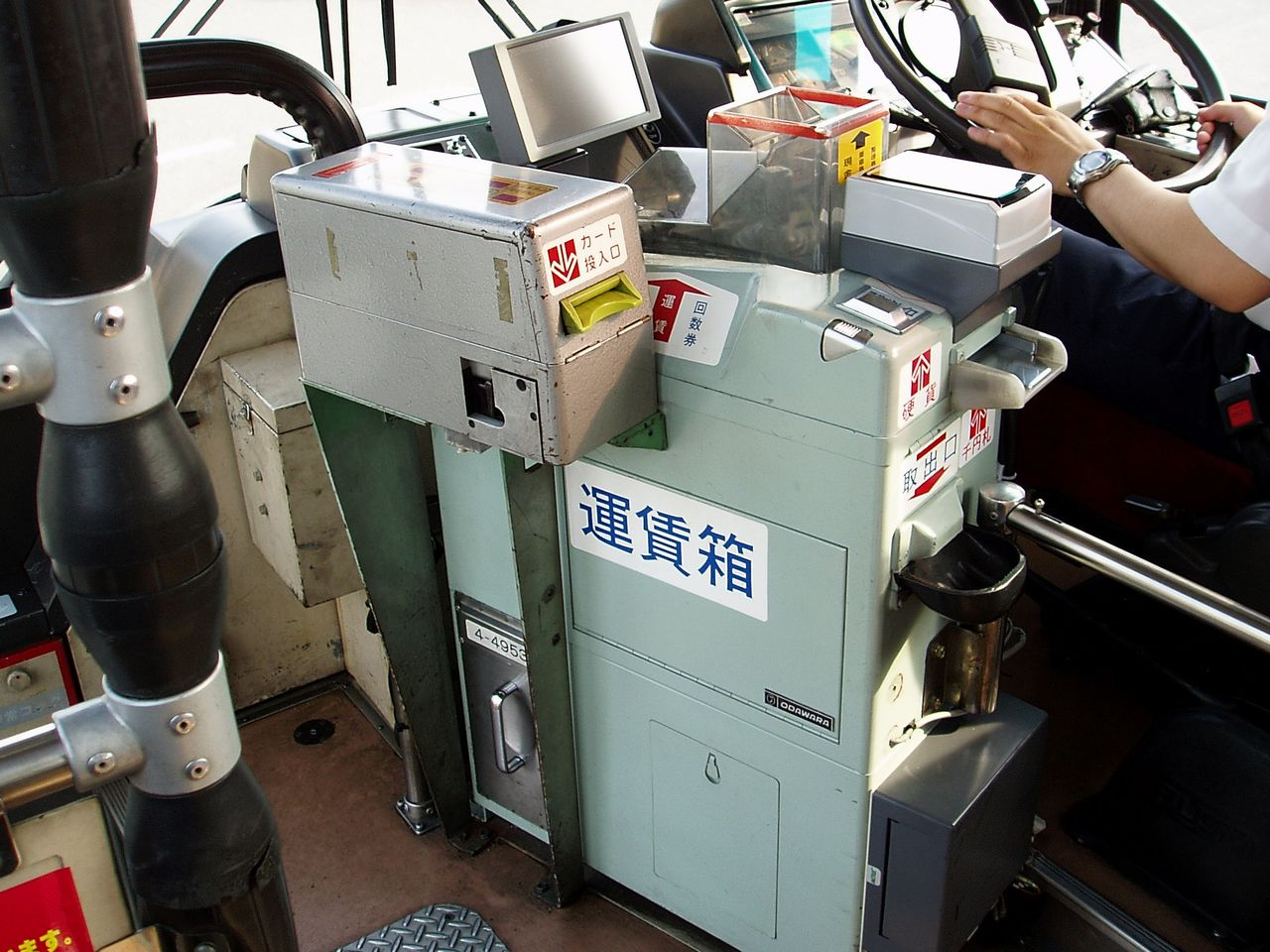
レシップ製（ICカード周りはJREM製）のカードリーダーを他社の運賃箱（小田原機器製）に設置した例（JRバス中国）
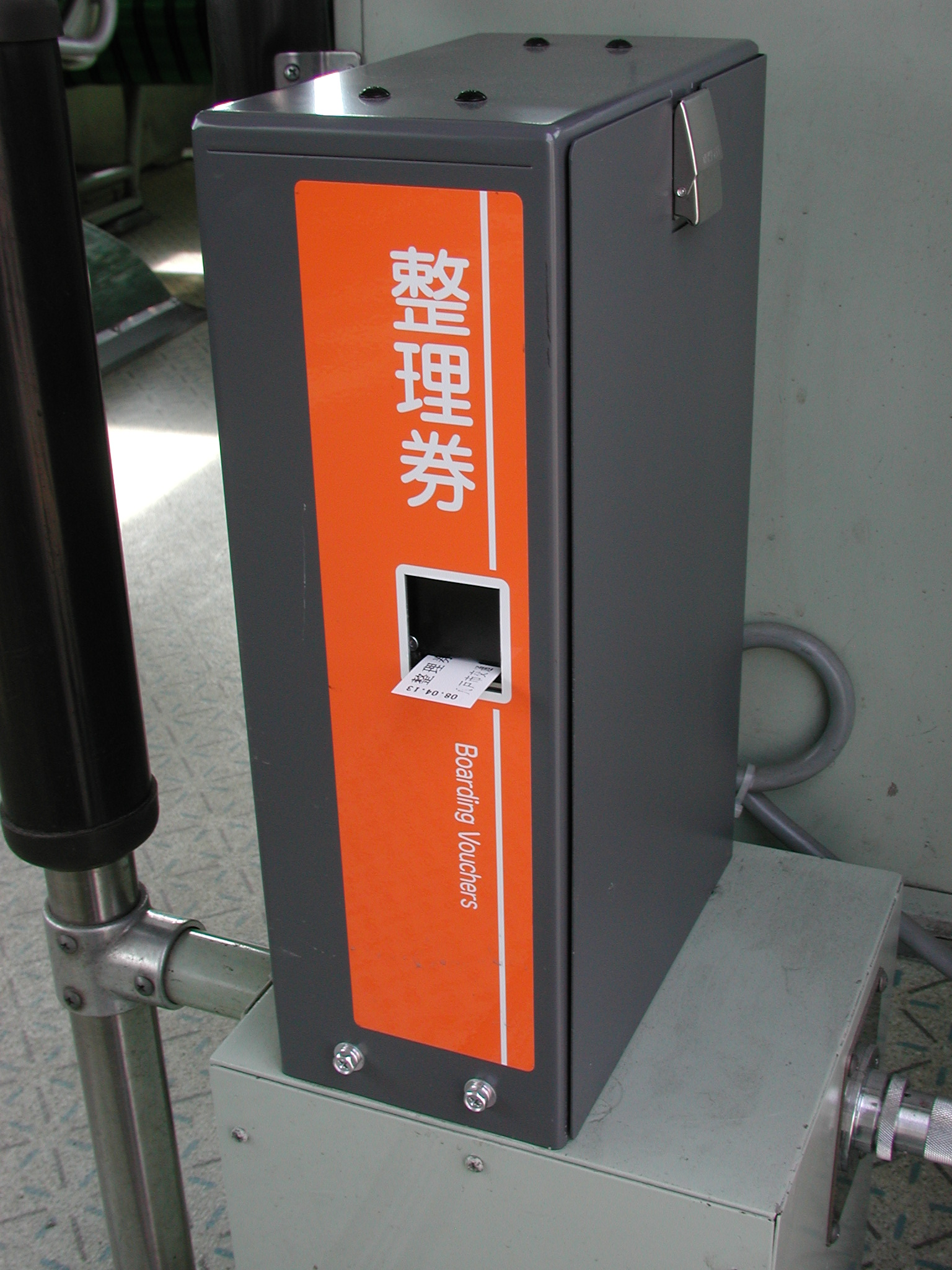
LTM01型感熱紙式整理券発行機（八戸市営バス）
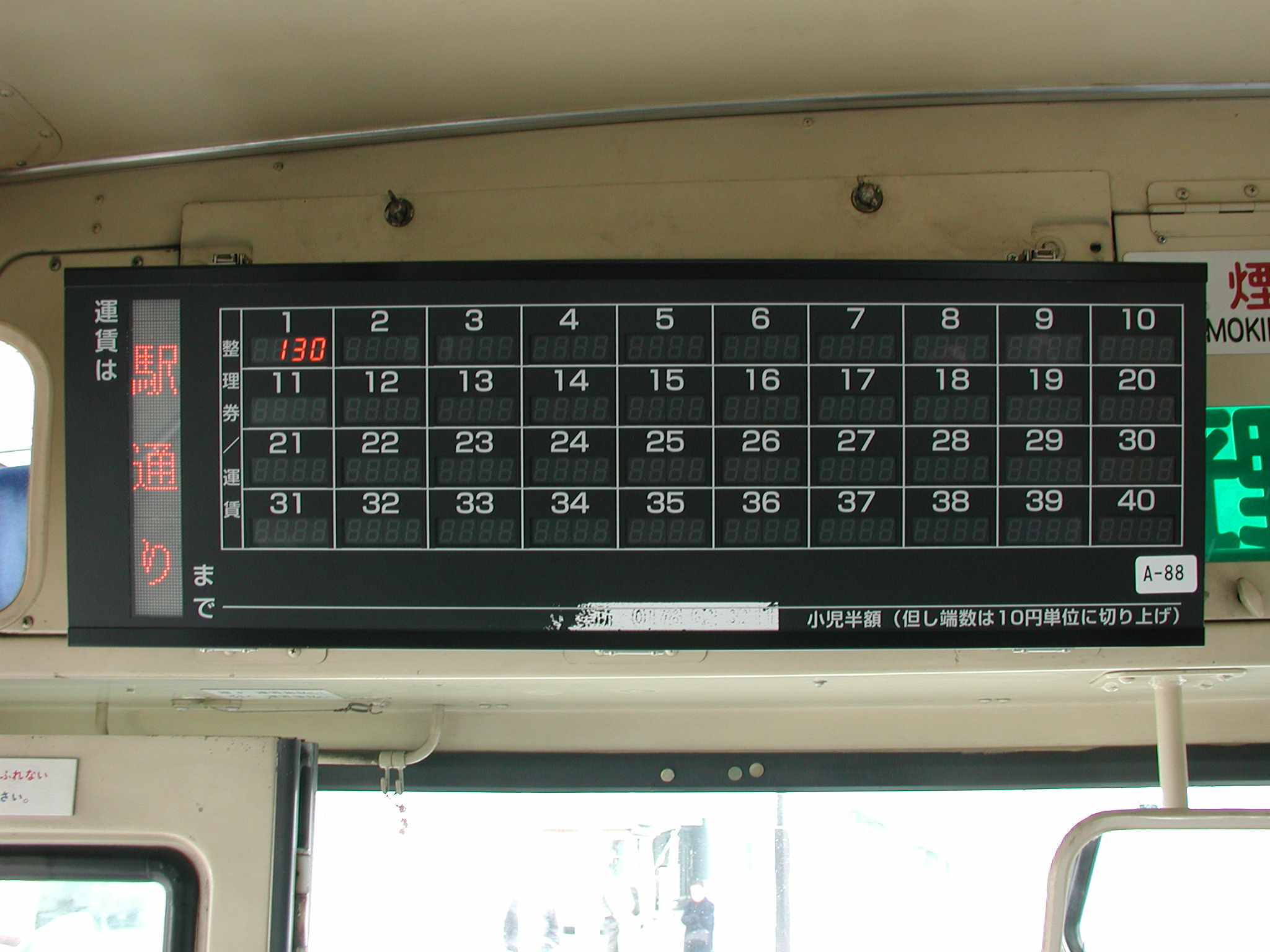
運賃表示器（南部バス）
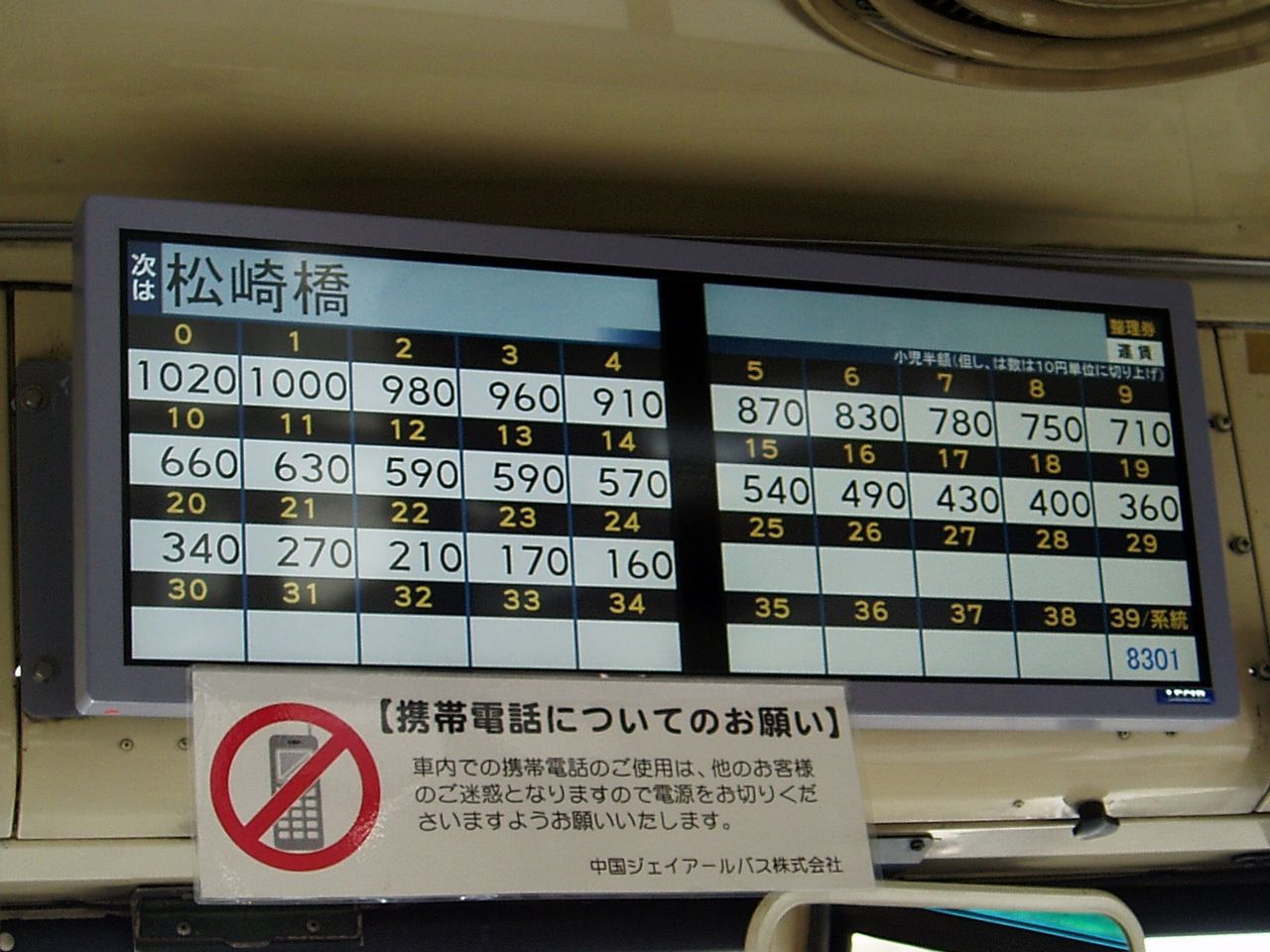
液晶運賃表示器「OBC-Vision"D"」（中国ジェイアールバス）
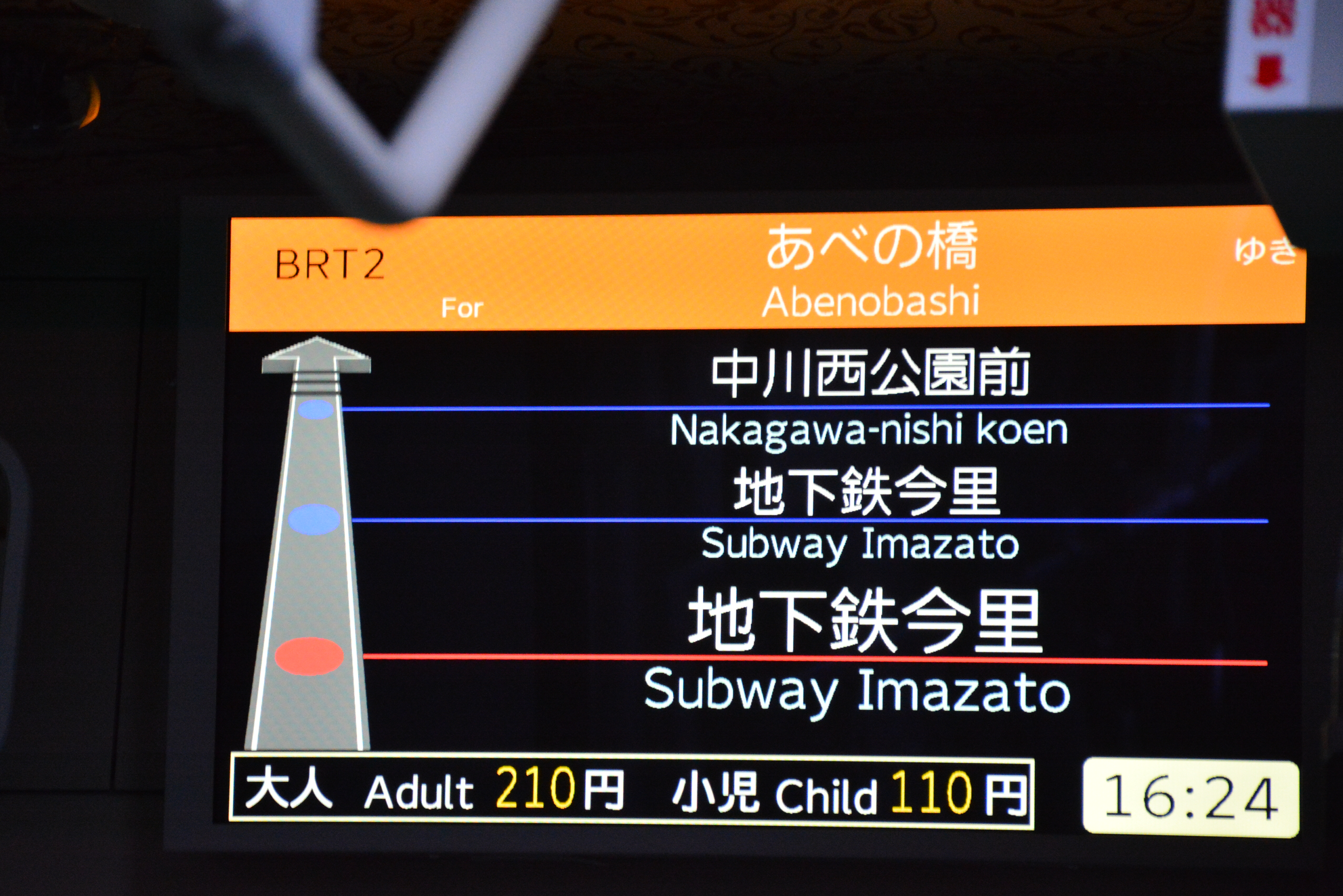
液晶運賃表示器「OBC-Vision"S"」（大阪シティバス）
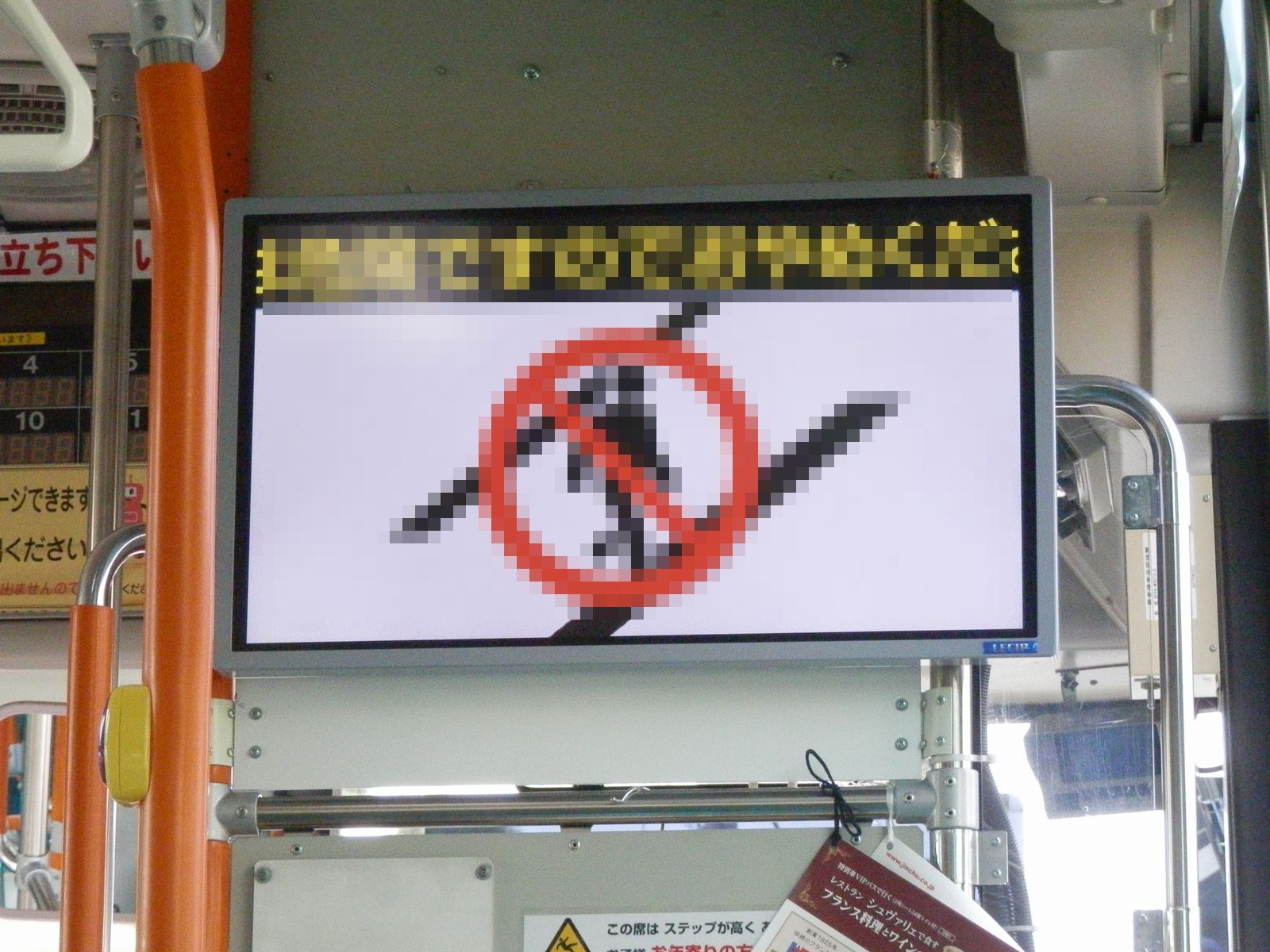
デジタルサイネージ「バスチャンネル」（神奈川中央交通）
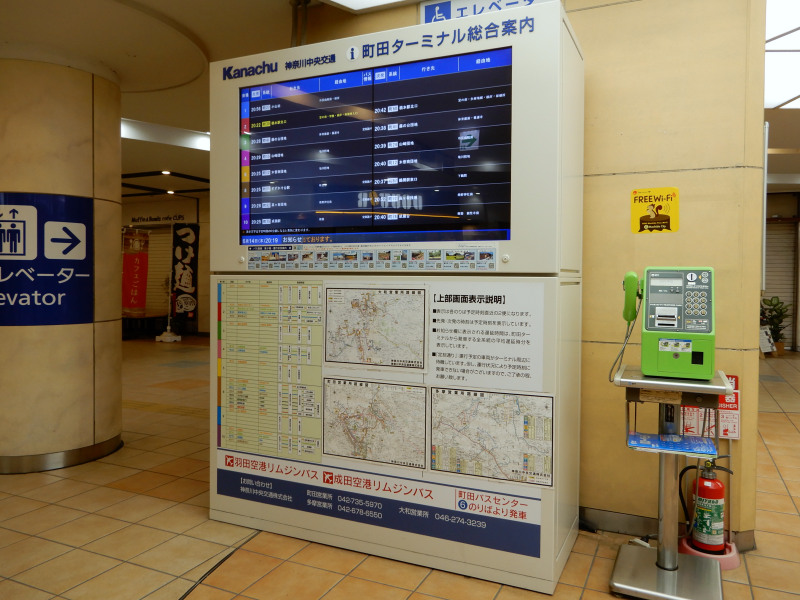
地上案内表示器（町田ターミナル）
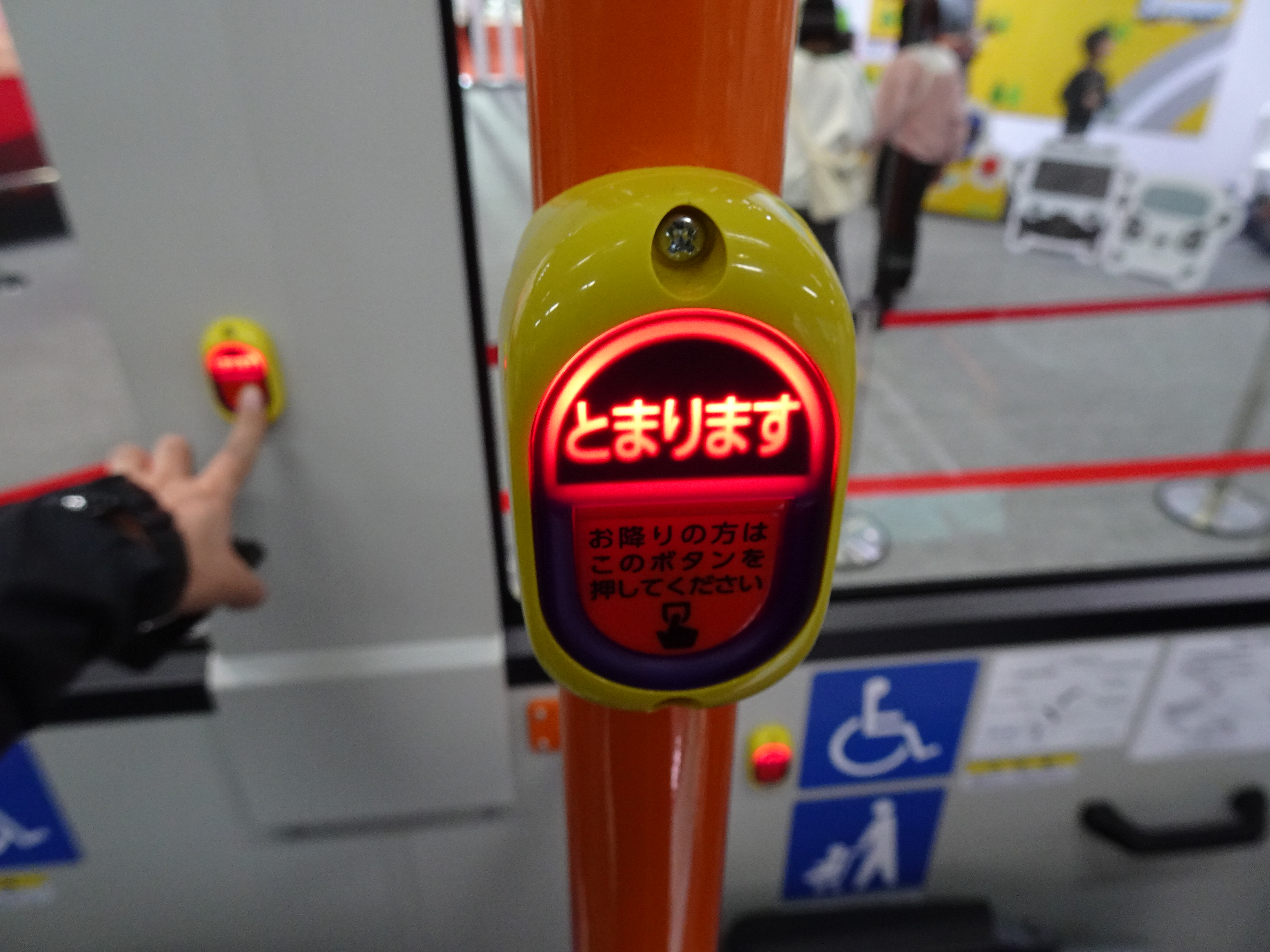
KSP-500シリーズ降車ボタン（ジェイ・バス展示車）
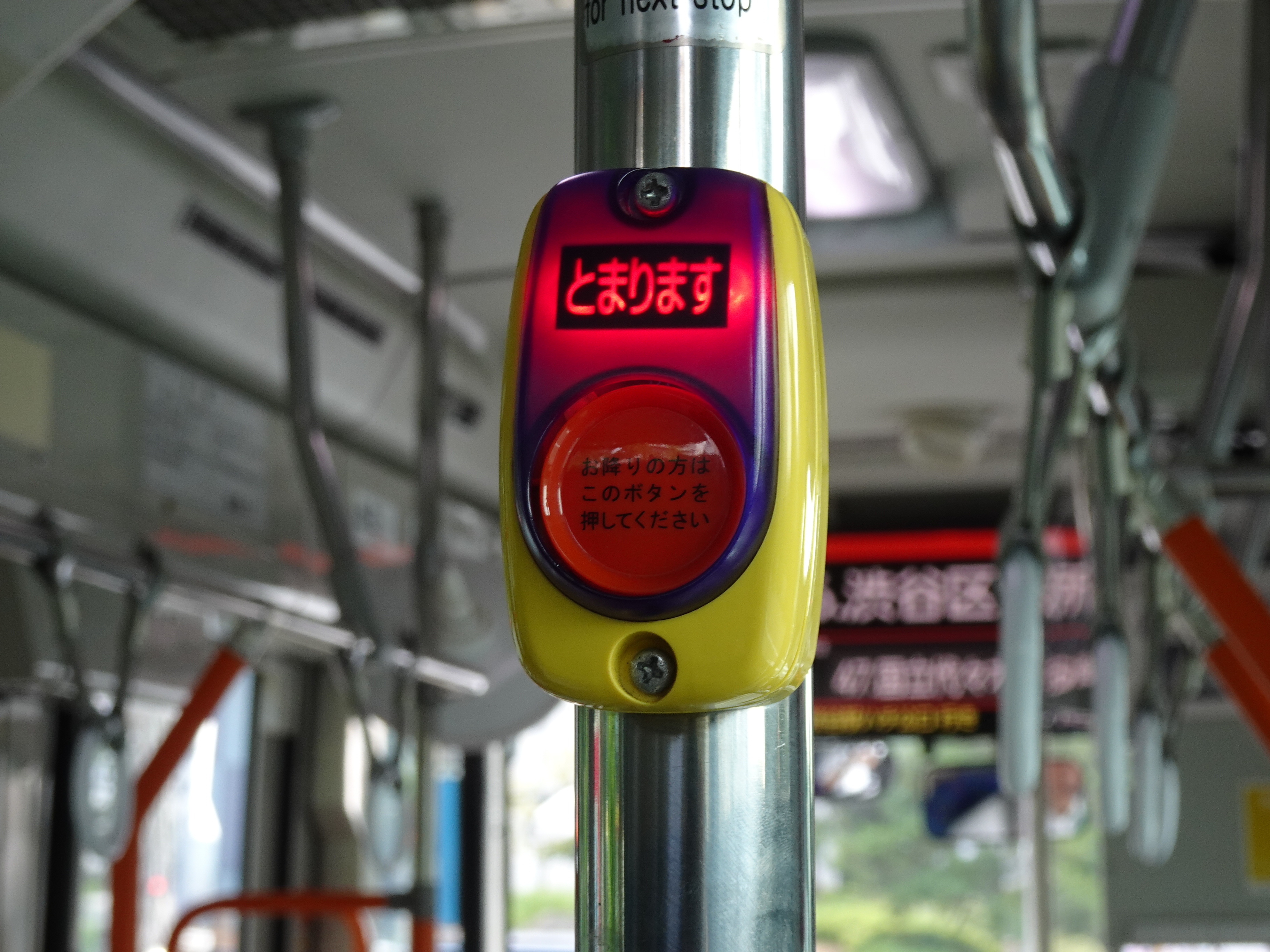
KSP-400シリーズ降車ボタン（ハチ公バス）
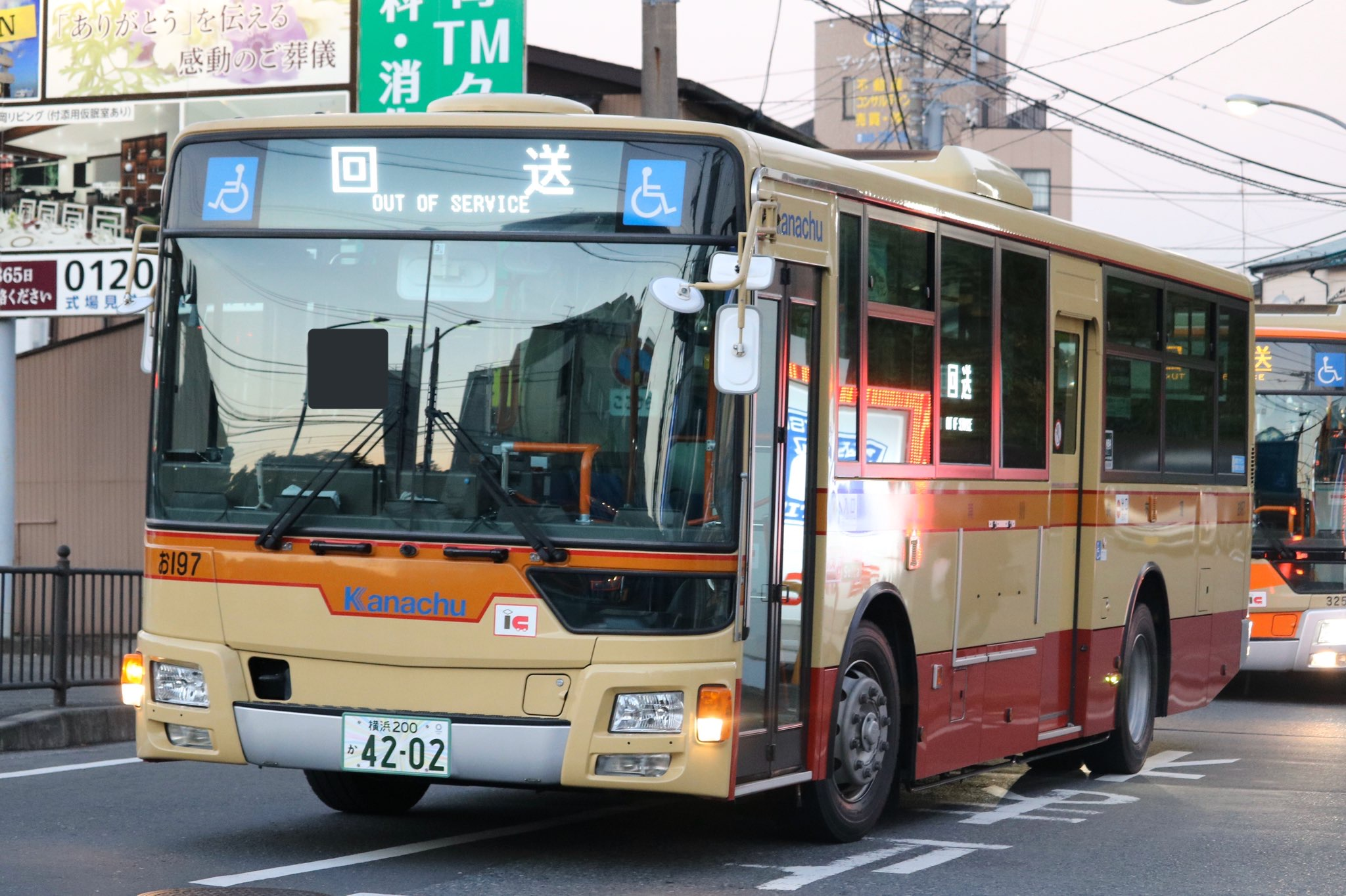
一般路線バス用白色LED式行先表示器（神奈川中央交通）
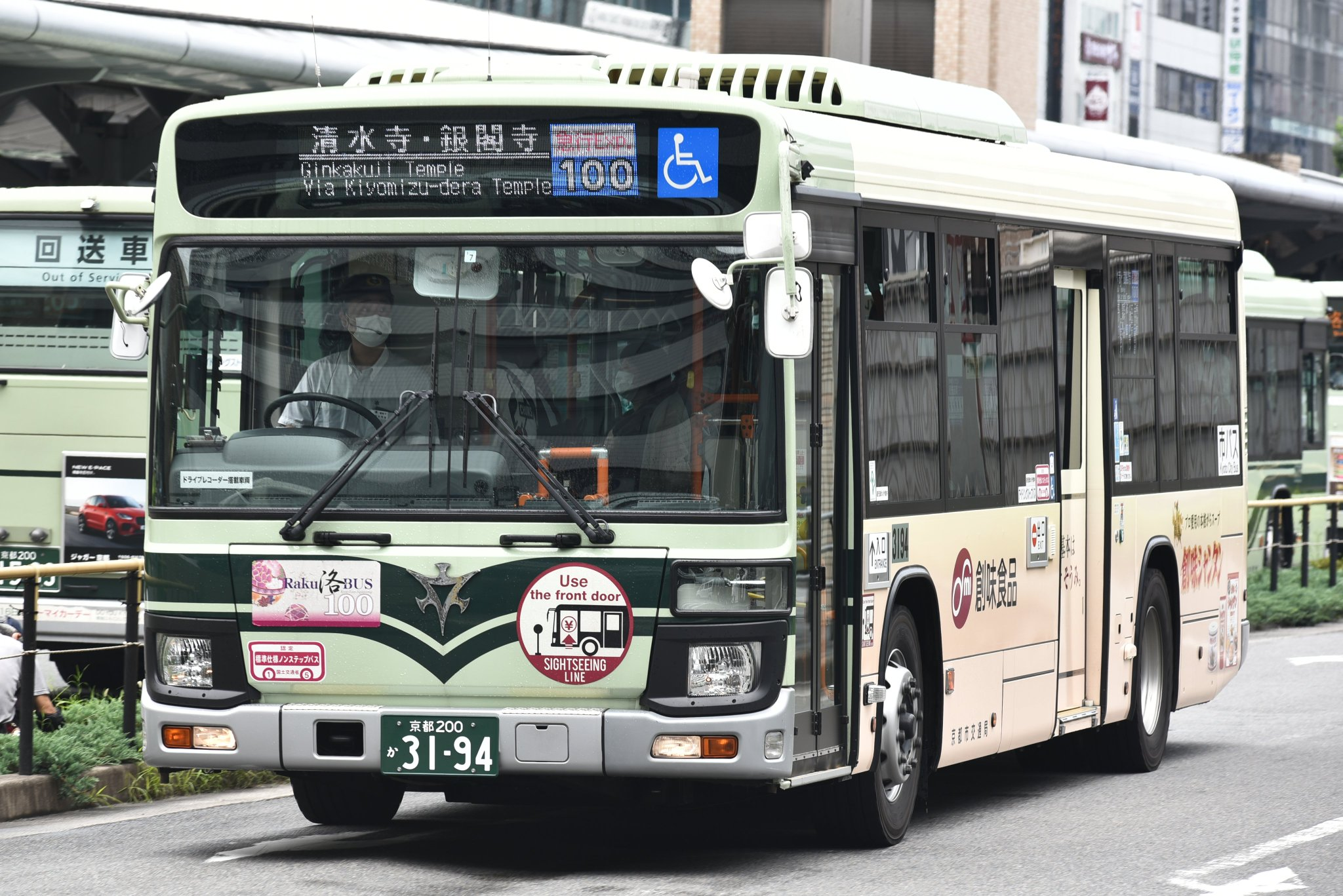
一般路線バス用フルカラーLED式行先表示器（京都市営バス）

### QUICK RIDE
QUICK RIDE（クイックライド）はレシップが提供するiOS/Android向けモバイルアプリケーション。2020年（令和2年）、同社で初となるB2Cソリューションとして提供を開始した。
スマートフォン上で鉄道・バス向けの乗車券類（定期券・回数券・フリー乗車券等）を発行するもので、クレジットカード等での事前決済を必要とする。2020年10月16日の養老鉄道 を皮切りに下記の事業者が導入している（2023年10月6日現在）。
- 愛子観光バス
- 山形鉄道
- 山交バス
- 西川町路線バス
- 西武観光バス
- 東京ベイシティ交通
- ライフバス
- 大利根交通自動車
- 西東京バス
- あい愛バス（美濃加茂市コミュニティバス）
- 海っ子バス（南知多町コミュニティバス）
- 岐阜乗合自動車
- 三岐鉄道（バス）
- 長良川鉄道
- 名阪近鉄バス
- 養老鉄道
- 揖斐川町コミュニティバス
- 秋葉バスサービス
- 大阪シティバス
- 帝産湖南交通
- 近江鉄道（バス）
- 京阪京都交通
- 防長交通
- 大十バス
- 熊本市交通局
- 宮古島ループバス
- 西表島交通

## 社名の由来
「光」（Lighting）・「電力変換」（Electric power Convertion）・「情報処理」（Information Processing）というコアとなる3つの事業領域の英文頭文字を組み合わせた造語。